# Мануель Росас Арреола
Мануель Росас Арреола (ісп. Manuel Rosas Arreola, нар. 14 жовтня 1983, Гвадалахара) — нікарагуанський футболіст мексиканського походження, півзахисник клубу «Реал Естелі» та національної збірної Нікарагуа.

## Клубна кар'єра
Росас народився у Мексиці в Гвадалахарі, і почав свою футбольну кар'єру в юнацьких командах клубу «Монаркас Морелія», з якої пізніше переїхав в молодіжну команду «УАНЛ Тигрес» в Монтерреї . Проте в жодній з цих команд гравець не пробився в першу команду і грав тільки в другому і третьому складі.
Після відходу з «Тигрильйос Бронкос», резервної команди «Тигрес», протягом декількох років грав в нижчих лігах Мексики, а в середині 2010 року відправився в Нікарагуа, підписавши контракт з місцевим клубом «Реал Естелі». Дебютував за новий клуб 1 серпня 2010 року у зустрічі з клубом «Реал Мадріс» (2:1) і відразу ж завоював місце в стартовому складі, кольори якої захищає й донині, вигравши за цей час низку національних титулів.

## Виступи за збірну
27 грудня 2012 року Росас отримав нікарагуанське громадянство, що дозволило йому грати за збірну цієї країни. Через кілька тижнів він був заявлений іспанським тренером Енріке Лленою на Центральноамериканський кубок, в ході якого 18 січня 2013 року він дебютував у складі збірної в матчі групового етапу з Гватемалою (1:1). В цілому на турнірі він був основним гравцем своєї команди, зігравши всі три зустрічі в стартовому складі, але його збірна не вийшла з групи, зігравши всі матчі внічию.
У складі збірної був учасником розіграшу Золотого кубка КОНКАКАФ 2017 року у США.
Наразі провів у формі головної команди країни 30 матчів, забивши 2 голи.

### Голи за збірну
| N  | Дата           | Місце                                          | Суперник | Рахунок | Результат | Турнір                  |
| -- | -------------- | ---------------------------------------------- | -------- | ------- | --------- | ----------------------- |
| 1. | 16 червня 2015 | «Андре Кампервен Стадіон», Парамарибо, Суринам | Суринам  | 2–1     | 3–1       | Кваліфікація до ЧС-2018 |
| 2. | 4 вересня 2015 | «Індепенденс Парк», Кінгстон, Ямайка           | Ямайка   | 1–0     | 3–2       | Кваліфікація до ЧС-2018 |